# Трамп, Фредерик
Фредерик Трамп (англ. Frederick Trump; урожденный Фридрих Трумп, нем. Friedrich Trump; 14 марта 1869 — 30 мая 1918) — немецко-американский бизнесмен и патриарх семьи Трампов. Родившись в Кальштадте, в Королевстве Бавария (ныне Рейнланд-Пфальц, Германия), эмигрировал в Соединённые Штаты в возрасте 16 лет, где работал парикмахером. Несколько лет спустя, в 1891 году, переехал в северо-западную часть страны. Достиг финансового успеха, открыв ресторан и бордель в Канаде. Позднее вернулся в Кальштадт, где женился на Элизабет Крист. Поскольку он эмигрировал, не пройдя обязательной военной службы, баварские власти лишили его подданства. Фредерик Трамп с семьёй вернулся в США. Он стал американским гражданином в 1892 году.
Работал парикмахером и менеджером отеля, а также занимался недвижимостью в Куинсе. Является отцом Фреда Крайста Трампа и Джона Джорджа Трампа, а также дедушкой 45-го и 47-го президента США Дональда Трампа по отцовской линии.

## Ранняя жизнь

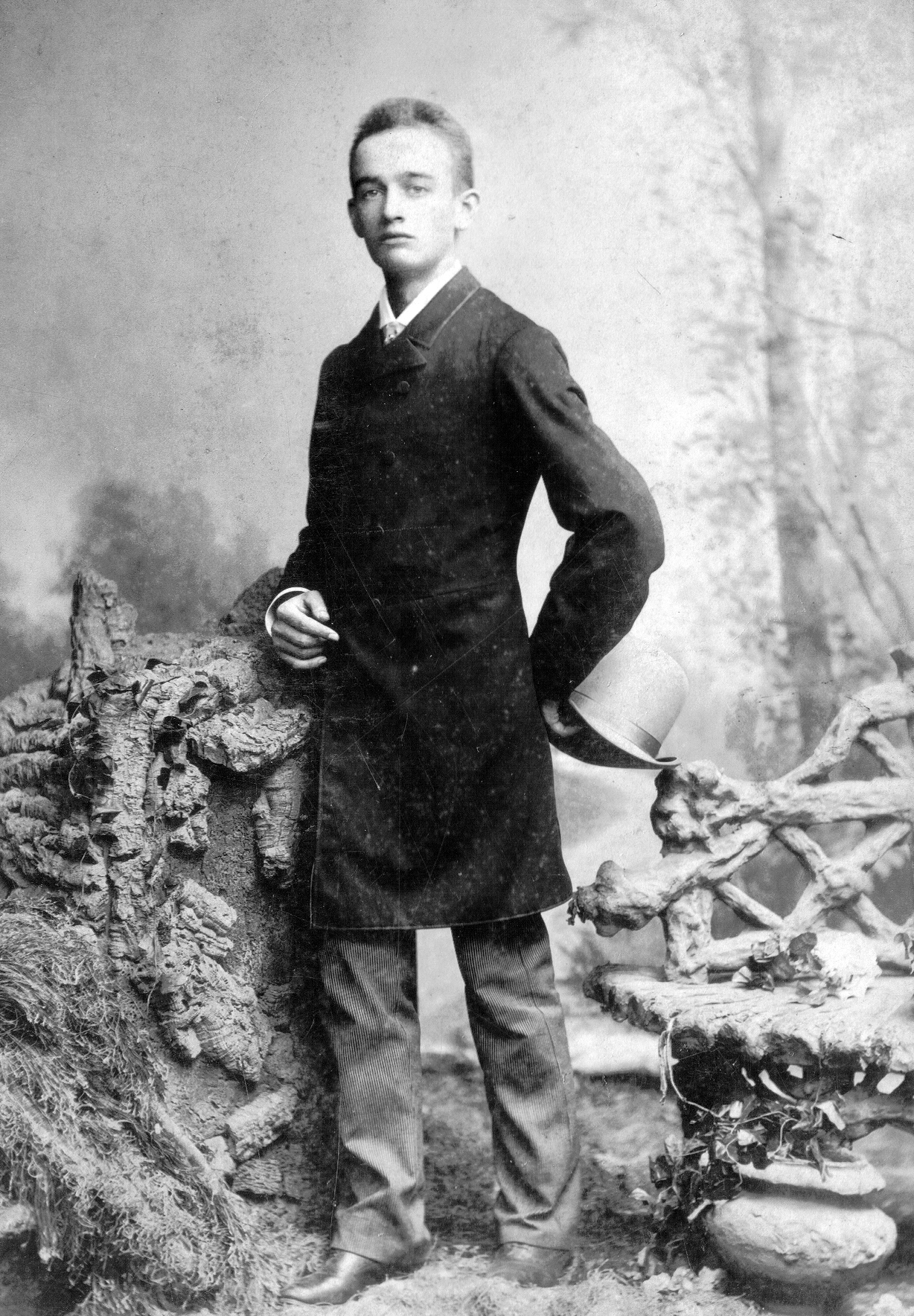
Фредерик Трамп, 1887 год

Фредерик Трамп родился в Кальштадте, Пфальц, тогда входившем в состав Королевства Бавария, ныне расположенном в современной Германии, в семье Христиана Иоганна Трумпа (1829—1877) и Катарины Кобер (1836—1922):28. В конфессиональном отношении деревня была протестантской:28–29, в отличие от остальной территории Баварии, население которой в подавляющем большинстве исповедовало католицизм.
Первым известным предком Трампа является Иоганн Филипп Друмпфт (1667—1707, родители или место рождения не зарегистрированы), который женился на Юлиане Марии Роденрот. У супругов родился сын Иоганн Себастьян Трумп (1699—1756). Сын Иоганна Себастьяна Иоганн Пауль Трумп (1727—1792) родился в Бобенхейме-ам-Берге.
Первые сведения о Кальштадте связаны с внуком Иоганна Себастьяна Иоганном Трумпом (1789—1836), который родился в Бобенхайм-ам-Берге и женился в Кальштадте, где также и умер.
С 1816 по 1918 год, когда Бавария стала именоваться свободным государством, Пфальц был его частью. В 1871 году Бавария вошла в состав новообразованной Германской империи. Во время войны и антигерманской дискриминации в Соединённых Штатах сын Трампа Фред отрицал свое немецкое происхождение, утверждая, что его отец был шведом из Карлстада. Эта версия была повторена сыном Фреда Дональдом в его автобиографии 1987 года.
6 июля 1877 года, после продолжительной эмфиземы, длившейся 10 лет, в возрасте 48 лет умер его отец Христиан Иоганн, оставив семью в тяжелом финансовом положении, связанном с медицинскими расходами:28. Пятеро из шести детей работали на семейных виноградниках. Фредерик же считался слишком болезненным, чтобы выдержать столь тяжелый труд:29. В 1883 году, когда ему было 14 лет, мать отправила его в соседний Франкенталь работать подмастерьем цирюльника и учиться ремеслу.
Трамп работал семь дней в неделю в течение двух с половиной лет под руководством парикмахера Фридриха Ланга. После завершения своего ученичества он вернулся в Кальштадт, деревню с населением около 1000 человек. По прибытии он обнаружил, что нуждается в заработке. На тот момент Фредерик находился в призывном возрасте и должен был отправиться на военную службу в императорскую германскую армию. Он принял решение эмигрировать в Соединённые Штаты, позже говоря: «я согласился со своей матерью в том, что я должен поехать в Америку»:30. Много лет спустя члены его семьи рассказывали, что он тайно уехал ночью, оставив матери записку:30–31. В результате того, что Фредерик Трамп бежал от обязательной воинской повинности, подлежащей исполнению всеми гражданами, позднее был издан королевский указ, изгнавший его из страны.

## Иммиграция в Соединённые Штаты

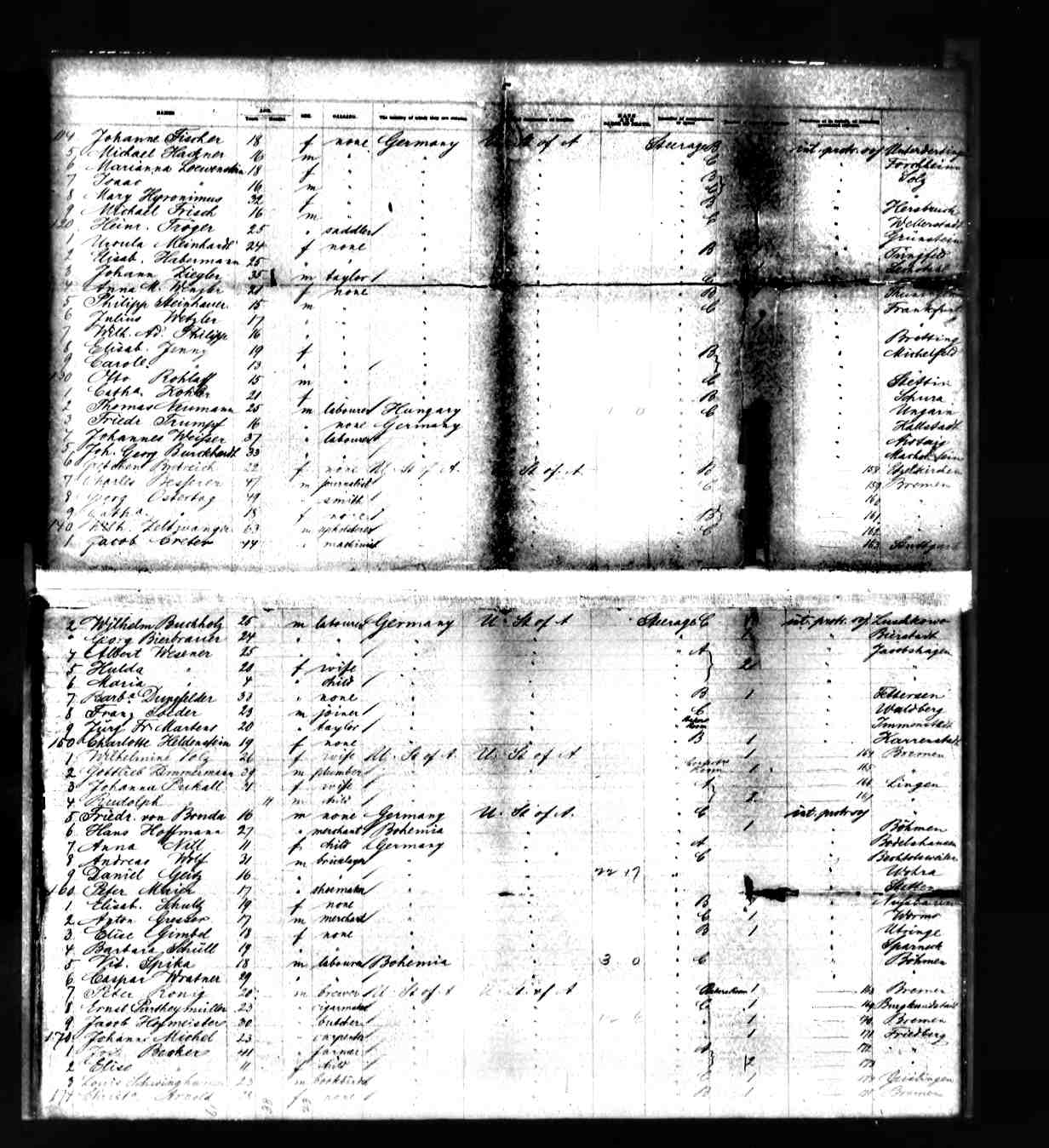
Иммиграционные документы США. Строка 133 Примечания «Friedr. Trumpf». — 16 лет, родился в Кальштадте, Германия.

В 1885 году, в возрасте 16 лет, Фредерик Трамп иммигрировал через портовый город Бремен (Германия) в Соединённые Штаты на борту парохода «Эйдер», отправившегося 7 октября:32 и прибывшего в депо эмигрантов Касл-Гарден в Нью-Йорке 19 октября. Поскольку он не отбыл обязательную двухлетнюю воинскую повинность в Баварском королевстве, эта эмиграция была запрещена по баварским законам. В иммиграционных записях США его имя значится как «Фридр. Трумп». Сведения о его профессии не значились. Фредерик переехал к своей старшей сестре Катарине, которая эмигрировала в 1883 году:31 и её мужу Фреду Шустеру, также выходцу из Кальштадта. Всего через несколько часов после прибытия он встретил немецкоговорящего парикмахера:25 и приступил к работе уже на следующий день:34. Он работал парикмахером в течение шести лет. Трамп жил со своими родственниками в Нижнем Ист-Сайде Манхэттена, по соседству со многими немецкими иммигрантами, на Форсайт-стрит, 76:33. Поскольку стоимость работы на 76-й Форсайт-стрит становилась все дороже, они позже переехали на 606-ю Восточную 17-ю улицу:37 и на 2012-ю 2-ю авеню:39.
В 1891 году Трамп переехал в Сиэтл, в недавно созданный американский штат Вашингтон. На свои сбережения в несколько сотен долларов он купил «Poodle Dog», который переименовал в «Dairy Restaurant» и снабдил его новыми столами, стульями и другими предметами интерьера. Расположенный по адресу Вашингтон-стрит, 208, «Dairy Restaurant» находился в центре Пионерской площади Сиэтла:41. Вашингтон-стрит прозвали «линией», которая включала в себя разнообразные салуны, казино и бордели. Биограф Гвенда Блэр называла его «рассадником секса, выпивки и денег, [он] был бесспорным центром развлечений Сиэтла». В ресторане подавали еду и спиртные напитки. В рекламе было заявлено, что он включает в себя «комнаты для дам», распространённый эвфемизм, обозначающий проституцию:50. Трамп жил в Сиэтле до начала 1893 года и голосовал на первых президентских выборах в Вашингтоне в 1892 году:50 после того, как стал гражданином США:94.
14 февраля 1894 года Фредерик Трамп продал «Dairy Restaurant», а в марте переехал в развивающийся шахтерский городок Монте-Кристо, штат Вашингтон, в округе Снохомиш к северу от Сиэтла . После того, как в 1889 году были обнаружены залежи золота и серебра, ожидалось, что Монте-Кристо способен обеспечить владельцам земель целое состояние. Многие старатели переехали в этот район в надежде разбогатеть. Слухи о финансовых вложениях миллионера Джона Д. Рокфеллера в район Эверетт породили преувеличенные ожидания относительно потенциала данного региона:53–58.
Перед отъездом из Сиэтла Трамп купил 40 акров (16 га) на плато Пайн-Лейк, в двенадцати милях (19 км) к востоку от города, за 200 долларов, что стало первой крупной покупкой недвижимости семьи Трампов:59. В Монте-Кристо Трамп выбрал участок земли рядом с местом, где позднее был возведён железнодорожный вокзал. На месте будущего вокзала он хотел построить отель, но посчитал цену в 1000 долларов за акр слишком завышенной. Вместо этого он подал иск, надеясь заполучить в личную собственность участок с большими запасами золота, что позволило бы ему претендовать на исключительные права на полезные ископаемые без необходимости платить за них:60. Другим претендентом на эту землю был житель Эверетта Николас Рудбек. В то время Земельное управление было достаточно коррумпированным. Несмотря на то, что изначально Трамп не имел права строить какие-либо сооружения на этой земле, он быстро приобрёл все необходимые материалы. Вскоре на этом месте был возведён пансионат. Блэр назвала Трампа «помощником шахтеров», поскольку Фредерик смог обеспечить их помещением для отдыха на период активной деятельности:61. В июле 1894 года Рудбек подал заявление о регистрации земли и послал своего агента для сбора арендной платы. Осуществить запланированное ему не удалось, так как, на тот момент, жители Монте-Кристо скептически относились к юридическим предписаниям и зачастую не брали их в расчёт. В декабре 1894 года Фредерик Трамп завершил сделку по купле-продаже земли:69. В 1896 году, Трамп был избран мировым судьей с результатом 32 к 5:71.
Годы активной добычи показали, что в Монте-Кристо не так много золота и серебра, как когда-то считалось:68. В августе 1894 года Рокфеллер отказался от большей части своих инвестиций в эту область, создав «пузырь Эверетта»:67. К весне 1896 года большинство шахтёров покинуло Монте-Кристо. Трамп понёс существенные потери как от нехватки рабочих рук, так и от сокращения объёма доходов. Трамп финансировал двух шахтеров в Юконе, Канада, в обмен на то, что они сделают ставку на его имя:72. В июле 1897 года начался период Клондайкской золотой лихорадки после того, как в Сан-Франциско и Сиэтл прибыли лодки, гружённые золотом, тысячи людей устремились в этот район в надежде сколотить состояние:73. Спустя несколько недель Трамп продал большую часть своей собственности в Монте-Кристо и вернулся в Сиэтл:74.

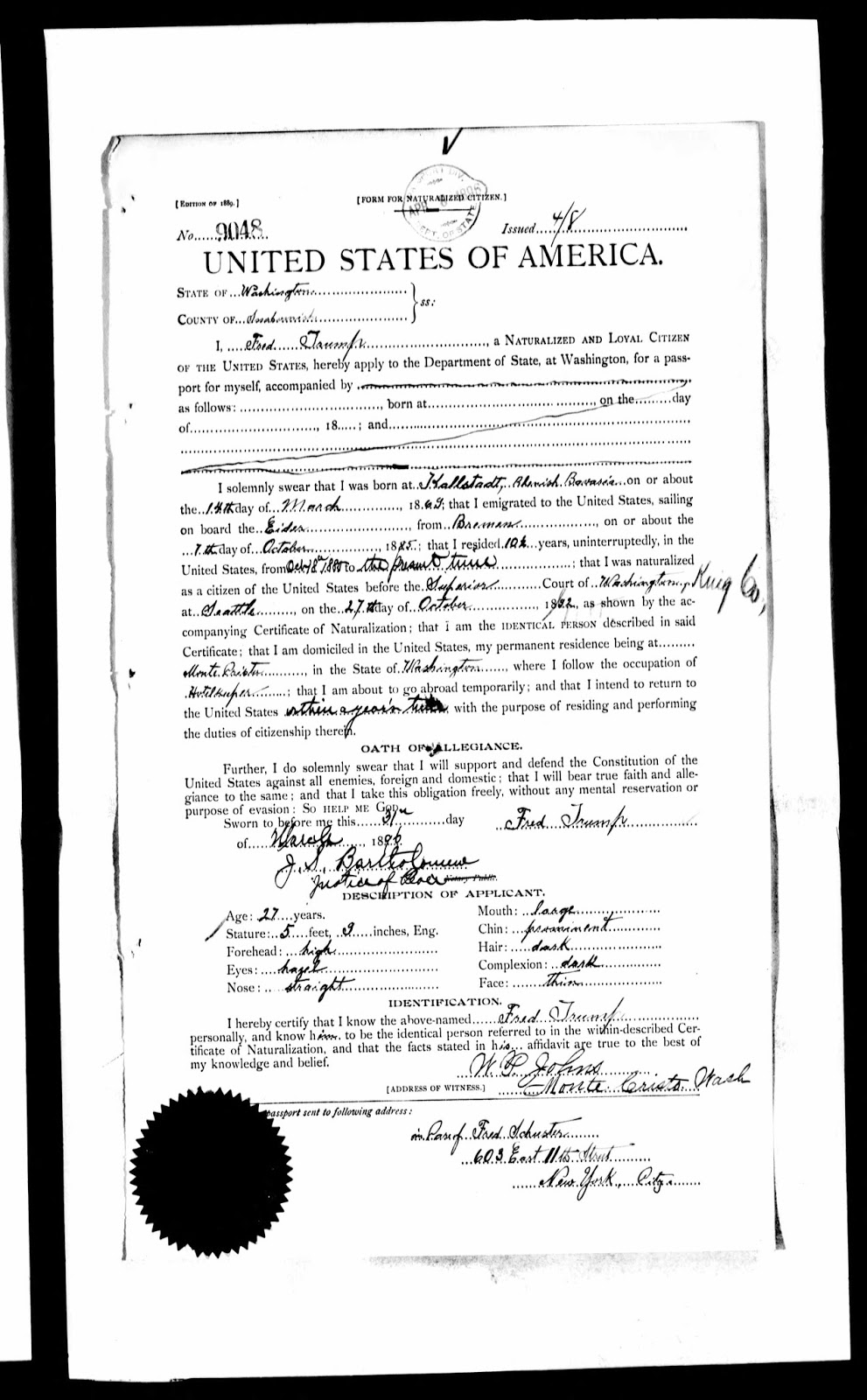
Заявление на паспорт Фредерика Трампа, 1896 год

В Сиэтле Фредерик Трамп открыл новый ресторан на Черри-стрит, 207. Дела шли так хорошо, что он погасил закладную за четыре недели. 7 июля два шахтера, которых финансировал Трамп, застолбили за собой участок в Ханкер-крик, притоке Клондайка. Потратив 15 долларов на регистрацию, на следующий день они продали половину земли за 400 долларов. Через неделю другой шахтёр продал вторую половину за 1000 долларов:77. 20 сентября они застолбили второй участок в Дэдвуд-крик. Первая половина была продана в октябре за 150 долларов, а вторая половина — в декабре за 2000 долларов. Неизвестно, получил ли Трамп доход с этих операций. К началу 1898 года он заработал достаточно денег, чтобы самому отправиться на Юкон:79.
Он приобрёл всё необходимое, продал оставшиеся у него дома в Монте-Кристо и Сиэтле и передал 40 акров земли на плато Пайн-Лейк своей сестре Луизе:78. В 1900 году Луиза продала недвижимость за 250 долларов:80. Зимой после отъезда Трампа из Монте-Кристо город пережил период лавин и наводнений. На этот раз Рокфеллер отказался реконструировать единственную железную дорогу до Эверетта:79.

## Золотая лихорадка Юкона; отели и бордели Трампа
По словам Блэр, когда Фредерик Трамп уехал на Юкон, он не планировал заниматься добычей полезных ископаемых:81. Он, вероятно, путешествовал по маршруту Белого перевала:83, который включал пресловутую «тропу мёртвых лошадей», названную так потому, что водители настолько сильно хлестали животных, что они буквально падали замертво на тропе. Весной 1898 года Трамп и ещё один шахтёр по имени Эрнест Левин открыли ресторан-палатку вдоль тропы. Блэр писала, что «частым блюдом была свежезабитая, быстрозамороженная лошадь»:84.
В мае 1898 года Фредерик Трамп и Эрнест Левин переехали в Беннетт, Британская Колумбия. Город был известен как место, где старатели изготавливали лодки, чтобы добраться до Доусона. В Беннетте Трамп и Левин открыли Арктический ресторан и отель, который предлагал изысканные блюда, жилье и секс в одной из многочисленных палаток:85. Первоначально «Арктика» также размещалась в палатке, однако в связи с повышенным спросом гостиница и ресторан были перенесены в двухэтажное здание.
«Арктик Хаус» был одним из самых больших и экстравагантных ресторанов в этом районе Клондайка, предлагавшим свежие фрукты и куропаток в дополнение к основному блюду — конине. «Арктика» была открыта 24 часа в сутки и рекламировала «комнаты для дам», которые включали кровати и весы для взвешивания золотого песка. Местные полицейские были известны тем, что терпимо относились к этой деятельности, если она не привлекала лишнего внимания:86.
В 1900 году было завершено строительство железной дороги между Скагуэем, Аляска, и Уайтхорсом, Юкон, протяженностью 111 миль (179 км). Трамп основал ресторан и гостиницу в Уайтхорсе:87–88. Они перенесли здание на барже в район Фронт-стрит. Введение в эксплуатацию состоялось в июне:88–89.
В новом ресторане, который стал частью одного из самых крупных сталелитейных заводов в этом регионе, готовилось 3000 блюд в день. Заведение было оборудовано местами для азартных игр. Несмотря на огромный финансовый успех, между Трампом и Левином произошёл конфликт по причине пьянства Левина. В феврале 1901 года они разорвали деловые отношения, но уже в апреле помирились. Примерно в это же время местные власти объявили о введении строгих мер по противодействию проституции, азартным играм и злоупотреблению алкоголя. Данная мера была отложена до конца года по требованию бизнесменов. В свете надвигающейся угрозы Трамп продал свою долю ресторана Левину и покинул Юкон:90–91. В последующие месяцы Левин был арестован за публичное пьянство и отправлен в тюрьму, а «Арктика» стала подконтрольна королевской полиции:92. Ресторан сгорел в результате пожара в 1905 году. Блэр писала, что «в очередной раз, в ситуации, которая предрекала большие неприятности, Фредерик Трамп сумел выйти победителем»:93.

## Брак и семья

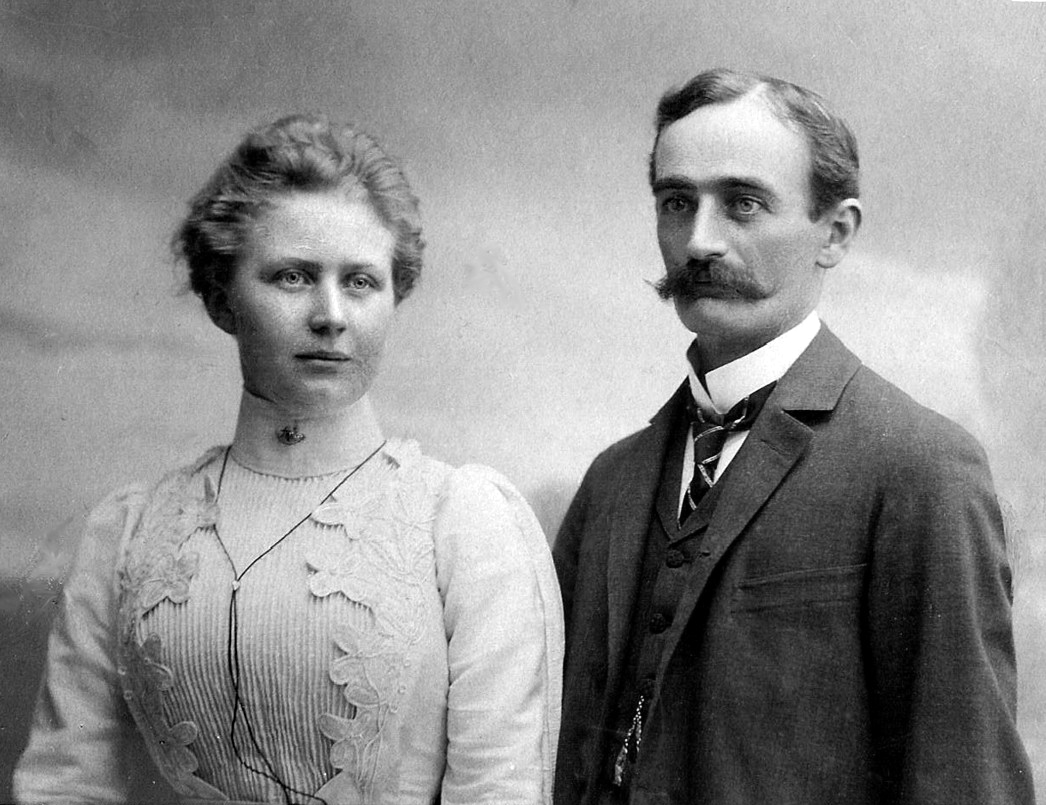
Элизабет Крист и Фредерик Трамп, 1902 год

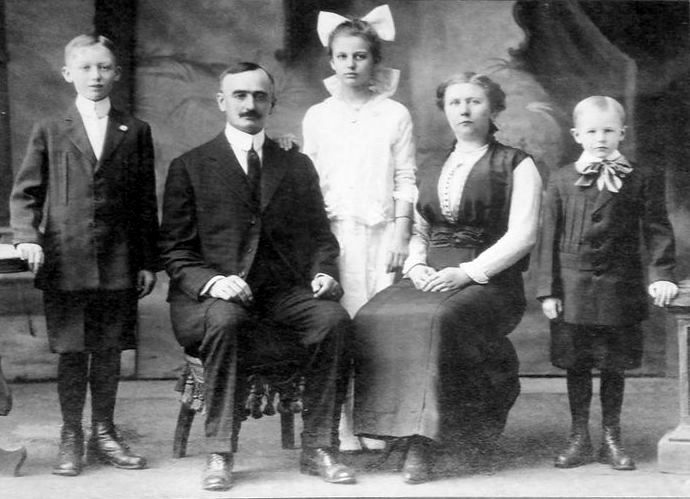
Семья Трампов, 1915 год

В 1901 году Фредерик Трамп вернулся в Кальштадт будучи богатым человеком. Биограф Блэр писала, что «забота о потребностях своих клиентов в еде, питье и женском обществе была свойственна ему»:94. Вскоре он познакомился с Элизабет Крист (1880—1966), дочерью бывшего соседа, и спустя время обручился с ней. Она была на одиннадцать лет моложе Трампа. Мать Трампа не одобряла кандидатуру Элизабет Крист, потому что считала её семью принадлежащей к низшему социальному классу. Трамп и Крист поженились 26 августа 1902 года и переехали в Нью-Йорк:95.
В Нью-Йорке Трамп работал парикмахером, менеджером ресторана и отеля. Супруги жили на Уэстчестер-Авеню, 1006, в немецкоязычном районе Моррисания в Бронксе. Их дочь Элизабет родилась 30 апреля 1904 года. В мае 1904 года, при подаче Трампом заявления в органы Нью-Йорка на получение американского паспорта для совместной поездки с женой и дочерью он указал свою профессию как «владелец отеля». В том же году из-за сильной тоски по дому, которую испытывала Элизабет, семья отправилась в Германию:96. В Германии Трамп положил в банк свои сбережения в размере 80 000 марок, что эквивалентно 544 830 долларам в 2020 году:96.
Вскоре после того, как семья прибыла в Германию, баварские власти определили, что Трамп эмигрировал из Германии, чтобы избежать призыва на военную службу. Он был классифицирован как уклоняющийся от призыва:98. 24 декабря 1904 года Министерство внутренних дел объявило о начале расследования с целью изгнания Трампа из Германии. Официально они установили, что Фредерик нарушил постановление Королевского Министерства внутренних дел № 9916, закон 1886 года, который наказывал эмиграцию в Северную Америку с целью уклонения от военной службы потерей баварского и, следовательно, немецкого гражданства:99. В феврале 1905 года был издан королевский указ, предписывающий Трампу покинуть страну в течение восьми недель по делу его эмиграции, в том числе уклонения от военной службы и отсутствия регистрации отъезда в органах власти. В течение нескольких месяцев Трамп обращался к правительству с просьбой разрешить ему остаться, в чём позднее было отказано:100.
30 июня 1905 года Фредерик Трамп и его семья вернулись в Нью-Йорк:102. 11 октября 1905 года в Бронксе, штат Нью-Йорк, у него родился сын Фред:110. Семья жила в доме 539 по Восточной 177-й улице. В 1907 году у пары родился второй сын Джон. Позже в том же году семья переехала в Вудхейвен, Куинс. Живя в Куинсе, Трамп открыл парикмахерскую на Уолл-Стрит, 60, в Манхэттене:110.

## Поздняя жизнь и смерть
В 1908 году Трамп купил недвижимость на Джамейка-авеню в Вудхейвене. Два года спустя он перевёз туда свою семью, сдав в аренду несколько комнат. Он также работал менеджером в «Medallion Hotel» на пересечении 6-й авеню и 23-й улицы:112. Трамп намеревался продолжать покупать больше земли, однако из-за Первой мировой войны был вынужден держаться в тени из-за антигерманских настроений в США:113–115.
Семейная история его смерти такова: «29 мая 1918 года, гуляя со своим сыном Фредом, Трамп внезапно почувствовал себя плохо. Ему был организован постельный режим:116. На следующий день он скончался. Первоначально у него была диагностирована пневмония. Впоследствии оказалось, что причиной смерти стал испанский грипп, ставший причиной миллионов смертей во всём мире. На момент смерти его собственность включала в себя 2-этажный 7-комнатный дом в Куинсе, 5 пустующих участков, 4000 долларов сбережений, 3600 долларов акций и 14 ипотечных кредитов. В общей сложности его состояние составляло $31 359 ($588 207,86 в 2020 году):118. Жена Элизабет и сын Фред продолжили его бизнес в сфере недвижимости, создав «E. Trump & Son».

## Ранее записанные фамилии
В иммиграционных документах США от октября 1885 года его имя значится как Фридр. Трумп. Раннее зарегистрированное появление фамилии «Трамп» появляется спустя 25 лет в записях переписи населения Соединенных Штатов 1910 года . В своей книге «The Trumps» американский биограф Гвенда Блэр упоминает некоего Ханна Трумпа, который поселился в Кальштадте в 1608 году и чьи потомки изменили свою фамилию с Друмпф на Трамп во время Тридцатилетней войны. В 2015 году в интервью «Deutsche Welle» Блэр сказала, что дедушку Трампа звали Фредерик Друмп . По данным транспортной ассоциации в Кальштадте, «Drumpf» действительно было оригинальным написанием фамилии семьи. По их словам, изменение было внесено во время правления Наполеона на рубеже XIX века и не использовалось Фредериком Трампом. Веб-сайт Snopes.com находит подтверждение того, что фамилия когда-то была «Drumpf», но отмечает путаницу относительно того, когда именно она была изменена.
В июне 2025 года во время визита в США канцлер Германии Фридрих Мерц подарил Дональду Трампу копию свидетельства о рождении его деда.